# Lourdoueix-Saint-Michel
Lourdoueix-Saint-Michel é uma comuna francesa na região administrativa do Centro, no departamento Indre. Estende-se por uma área de 19,35 km². Em 2010 a comuna tinha 311 habitantes (densidade: 16,1 hab./km²).